# Тышецкий, Томаш
То́маш Тыше́цкий (Фома Тышецкий, пол. Tomasz Tyszecki, лит. Tomas Tišeckis; умер после 1861) — архитектор, работавший в Литве и Белоруссии; представитель романтизма в архитектуре Литвы середины XIX века. Брат архитекторов Болеслава и Станислава Тышецких.

## Биография

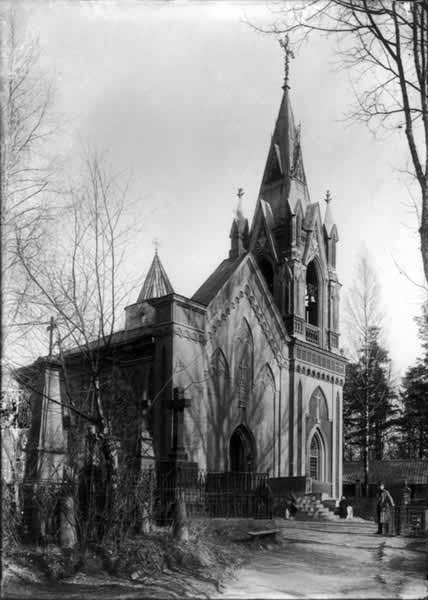
Большая часовня на кладбище Расу (1895)

Упоминается с 1824 года. В 1829 или 1831 году (по другим сведениям, в 1827—1832 годах) изучал архитектуру в императорском Виленском университете; ученик профессора Кароля Подчашинского и его помощник. С 1832 года, после упразднения Виленского университета, был архитектором Виленской медико-хирургической академии. С 1842 года архитектор Белорусского (с 1853 года Виленского) учебного округа.
С 1844 года состоял архитектором Виленской православной епархии. Тышецкий реконструировал православный Свято-Духов монастырь в Вильно. По его проекту католический костёл Святого Казимира в Вильно был перестроен в православный храм..

## Творчество
- 1830-е годы — усадьба в Байсогале в формах романтического неоклассицизма[3]
- 1840 — реконструкция дворец Тышкевичей в Вильно (ныне Trakų g. 1 / Pylimo g. 26 ) в использованием элементов классицизма и историзма (портал с атлантами, держащими балкон, проектировал Николая Чагина, скульптор Франческо Андриолли и его ученик Юзеф Козловский)[4]. По мнению Владаса Дремы, реконструкция Тышецкого в модном эклектичном стиле нанесла вред прежнему облику дворца, созданному по проекту Лауринаса Стуоки-Гуцявичюса[5].
- 1841—1850 — большая неоготическая часовня на кладбище Расу в Вильно (проект 1838 года)
- 1842—1847 — адаптация образцового проекта гимназии в Шавлях

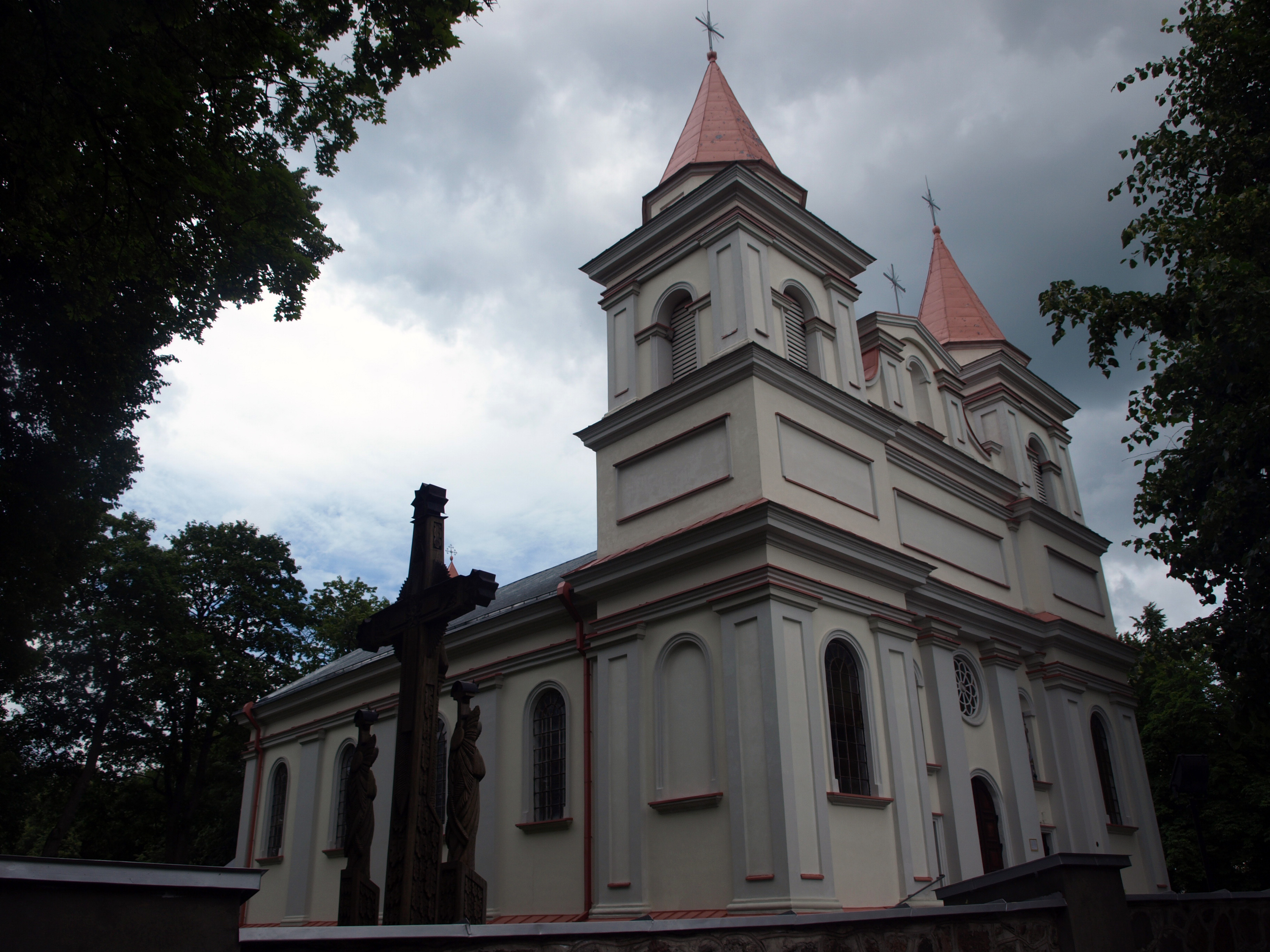
Костёл Святого Михаила Архангела в Ширвинтос

- 1846 — проект реконструкции костёла Обретения Святого Креста в Анталепте в православную Церковь Святой Богородицы
- 1847 — проект костёла Святого Михаила Архангела в Ширвинтах
- 1848 — неоготическая часовня в Сведасай
- 1850—1856 —  предположительно Тышецкому принадлежит проект неоготического костёла Святой Анны в деревне Дукштос (Вильнюсский район)[6][7]
- 1852 — реконструкция бывшего костёла Божией Матери Утешения (Вильно) в православную церковь Святого Андрея
- 1852 — проект деревянного костёла в деревне Гегужине (ныне Кайшядорский район); деревянный храм не сохранился
- 1852 — часовня-мавзолей в Видзах (ныне Браславский район)
- 1852—1862 — костёл Провидения Божьего в Даугай (ныне Алитусский район)
- 1852—1856 — необарочный костёл Святой Терезы Младенца Иисуса в Раудондварисе (ныне Каунасский район; храм разрушен во время Первой мировой войны)
- 1853—1858 — костёл Святого Иоанна Крестителя в Биржах
- По проекту Тышецкого в 1853—1860 годах реконструировался дворец Абрамовичей на улице Большой в Вильно. В реконструкции, предусматривающей приспособление дворца под нужды резиденции главы православной Виленской и Литовской епархии и консистории, изменился план здания, были прорублены новые двери, здание было соединено с официной бывшего иезуитского монастыря.[8]
- 1856 — неосуществлённый проект костёла в местечке Науяместис (ныне Паневежский район);
- 1857—1858 — дворец православного митрополита Виктора Гомолицкого в Вильно на улице Островоротной (ныне Aušros Vartų g. 21) в формах раннего историзма
- 1858 — проект деревянной церкви в Вилейке (ныне Вилейский район Минской области; по другим сведениям, проект 1852 года.[2]); необарочный костёл в Биржах
- 1859 — проект деревянного костёла в деревне Кряукляй (ныне Ширвинтский район)
- 1857 — усадьба Ксаверия Рёмера в Даугирдишкес на острове Монис (ныне Тракайский район)